# Staurodiscus thalassinus
Staurodiscus thalassinus är en nässeldjursart som först beskrevs av Péron och Charles Alexandre Lesueur 1809.  Staurodiscus thalassinus ingår i släktet Staurodiscus och familjen Hebellidae. Inga underarter finns listade i Catalogue of Life.